# 今野昌信
今野 昌信（こんの まさのぶ、1957年 - ）は、日本の経済学者。元高崎経済大学経済学部教授。専門は国際金融論。経済学博士（中央大学）。

## 学歴
- 1979年3月 - 高崎経済大学経済学部卒業（経済学士）
- 1987年3月 - 中央大学大学院経済学研究科博士前期課程修了

- 1991年3月 - 中央大学大学院経済学研究科博士後期課程退学
- 1995年11月 - 博士（経済学・中央大学）取得

## 職歴
- 1979年4月 - 北海道拓殖銀行入行
- 1981年3月 - 同行退職
- 1990年10月 - 財団法人電気通信政策総合研究所入所

- 1991年3月 - 同退職
- 1991年4月 - 函館大学商学部専任講師
- 1997年3月 - 同退職
- 1997年4月 - 高崎経済大学経済学部助教授
- 2005年4月 - 高崎経済大学経済学部教授
- 2022年3月31日 - 同定年退職

## 著書

### 共編著
- 「EU戦略 : ヨーロッパは民族と国家を超えられるか」『EU世界を読む』（2001年1月、世界思想社）
- 「データでみる新高崎市の金融」『新高崎市の諸相と地域的課題』（2012年5月、日本経済評論社）
- 「製糸業における技術改良と群馬県の生産体制」『富岡製糸場と群馬の蚕糸業』（2016年3月、日本経済評論社）

## 所属学会
- 金融学会
- 経済政策学会
- 国際経済学会